# Nikolai Belov

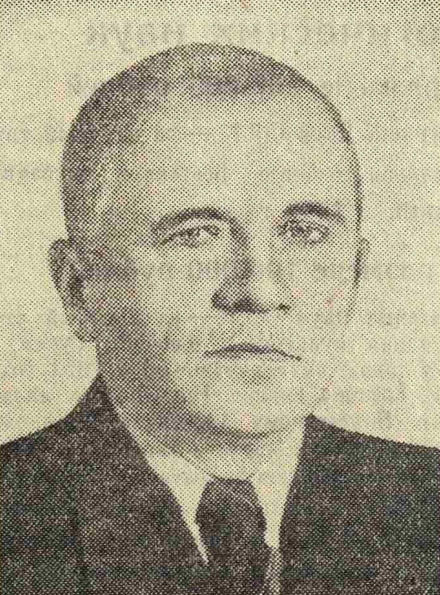
Belov

Nikolay Vasilyevich Belov (em russo:  Никола́й Васи́льевич Бело́в; Janów Lubelski, 14 de dezembro de 1891 — Moscou, 6 de março de 1982) foi um químico e cristalografista soviético.
Laureado com a Medalha de Ouro Lomonossov em 1965, foi Herói do Trabalho Socialista em 1969.